# Bible et esclavage
 (novembre 2023).
La mise en forme du texte ne suit pas les recommandations de Wikipédia : il faut le « wikifier ».
Les points d'amélioration suivants sont les cas les plus fréquents :
- Les titres sont pré-formatés par le logiciel. Ils ne sont ni en capitales, ni en gras.
- Le texte ne doit pas être écrit en capitales (les noms de famille non plus), ni en gras, ni en italique, ni en « petit »…
- Le gras n'est utilisé que pour surligner le titre de l'article dans l'introduction, une seule fois.
- L'italique est rarement utilisé : mots en langue étrangère, titres d'œuvres, noms de bateaux, etc.
- Les citations ne sont pas en italique mais en corps de texte normal. Elles sont entourées par des guillemets français : « et ».
- Les listes à puces sont à éviter, des paragraphes rédigés étant largement préférés. Les tableaux sont à réserver à la présentation de données structurées (résultats, etc.).
- Les appels de note de bas de page (petits chiffres en exposant, introduits par l'outil «  Source ») sont à placer entre la fin de phrase et le point final[comme ça].
- Les liens internes (vers d'autres articles de Wikipédia) sont à choisir avec parcimonie. Créez des liens vers des articles approfondissant le sujet. Les termes génériques sans rapport avec le sujet sont à éviter, ainsi que les répétitions de liens vers un même terme.
- Les liens externes sont à placer uniquement dans une section « Liens externes », à la fin de l'article. Ces liens sont à choisir avec parcimonie suivant les règles définies. Si un lien sert de source à l'article, son insertion dans le texte est à faire par les notes de bas de page.
- La présentation des références doit suivre les conventions bibliographiques. Il est recommandé d'utiliser les modèles {{Ouvrage}}, {{Chapitre}}, {{Article}}, {{Lien web}} et/ou {{Bibliographie}}. Le mode d'édition visuel peut mettre en forme automatiquement les références.
- Insérer une infobox (cadre d'informations à droite) n'est pas obligatoire pour parachever la mise en page.

Pour une aide détaillée, merci de consulter Aide:Wikification.
Si vous pensez que ces points ont été résolus, vous pouvez retirer ce bandeau et améliorer la mise en forme d'un autre article.

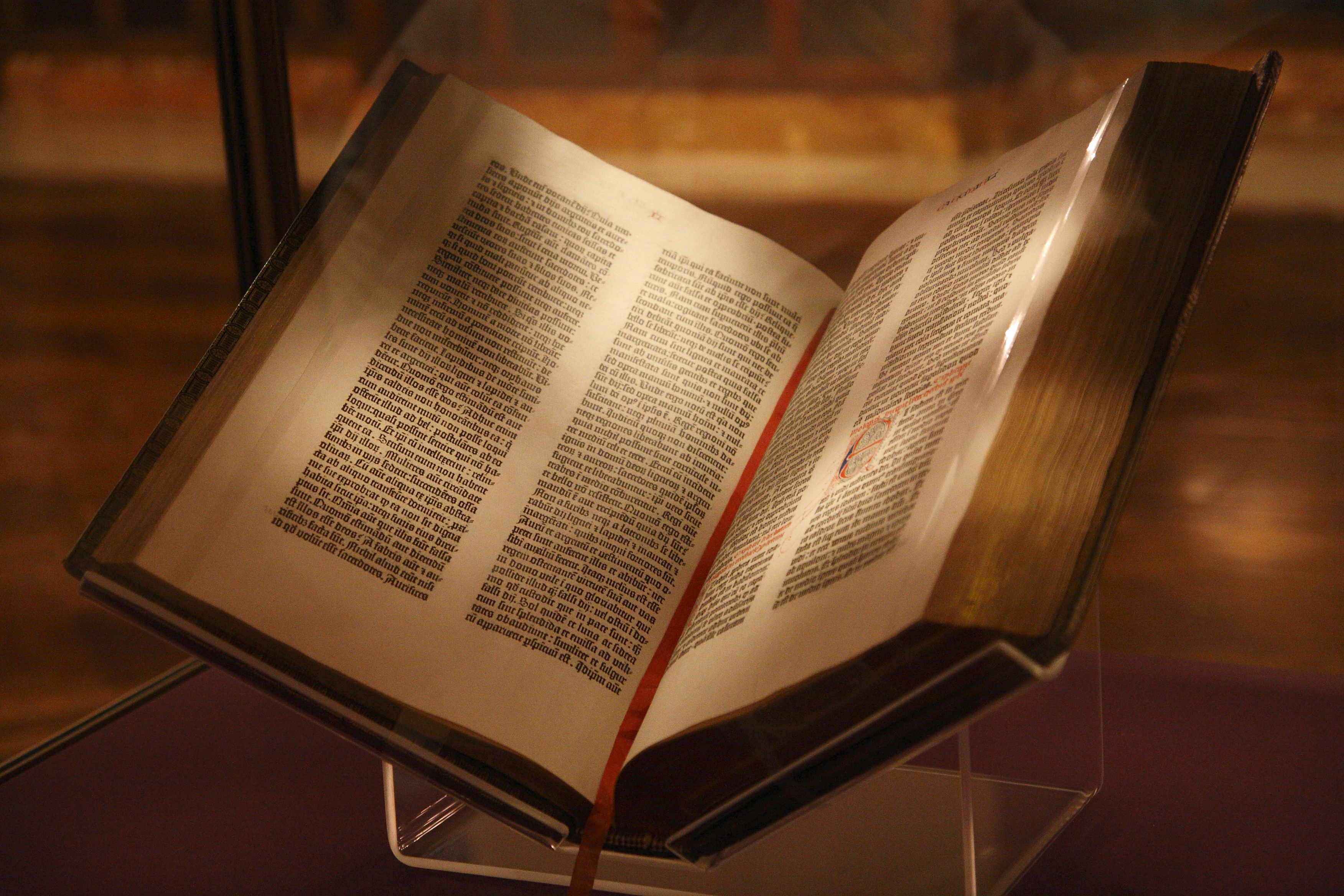
La Bible

La Bible englobe une pléthore de références à l'institution de l'esclavage, une pratique répandue au cours de l'Antiquité. Les écrits bibliques exposent avec minutie les origines et le statut juridique des esclaves, détaillant également les ramifications économiques liées à cette institution, les diverses modalités d'esclavage, ainsi que l'esclavage lié aux dettes. Ces passages éclairent de manière exhaustive la réalité de l'esclavage dans le contexte israélien antique. La Bible stipule le traitement des esclaves, en particulier dans l'Ancien Testament,,. On trouve également des références à l'esclavage dans le Nouveau Testament,
Un nombre significatif de patriarches décrits dans la Bible provenaient des échelons supérieurs de la société. Ces individus non seulement possédaient des esclaves, mais ils assujettissaient également ceux qui leur étaient endettés. De plus, ils acquéraient les filles de leurs concitoyens comme concubines et asservissaient de manière constante des hommes étrangers pour travailler dans leurs champs. Les maîtres étaient des hommes, en effet, il n'était pas évident pour les femmes de posséder des esclaves avant les papyrus d'Éléphantine dans les années 400 av. J.-C. Hormis ces cas, il reste incertain si l'esclavage institué par l'État était une pratique acceptée.
Il était nécessaire pour ceux qui possédaient des esclaves, en particulier en grand nombre, d'être aisés, car les maîtres devaient acquitter des taxes pour les esclaves juifs et non-juifs, car ils étaient considérés comme faisant partie intégrante de l'unité familiale. Les esclaves étaient perçus comme une composante cruciale de la réputation de la famille, surtout à l'époque hellénistique et romaine, et la présence d'esclaves compagnons pour une femme était considérée comme une manifestation et une protection de son honneur. Avec le temps, l'esclavage domestique prit une place prépondérante, et les esclaves domestiques, souvent employés en tant qu'assistants auprès de l'épouse du patriarche, contribuèrent à une gestion plus fluide et efficace des vastes demeures.
Aux États-Unis au cours du XIXe siècle, les abolitionnistes et les partisans de l'esclavage ont engagé un débat sur l'interprétation biblique de la question. Les abolitionnistes ont puisé dans des passages de l'Ancien et du Nouveau Testament pour soutenir la cause de l'émancipation des esclaves et s'opposer à l'enlèvement ou au "vol d'hommes" en vue de les posséder ou de les vendre comme esclaves.

## L'esclavage dans l'Antiquité
Pour un article plus général, voir Esclavage dans l'Antiquité.

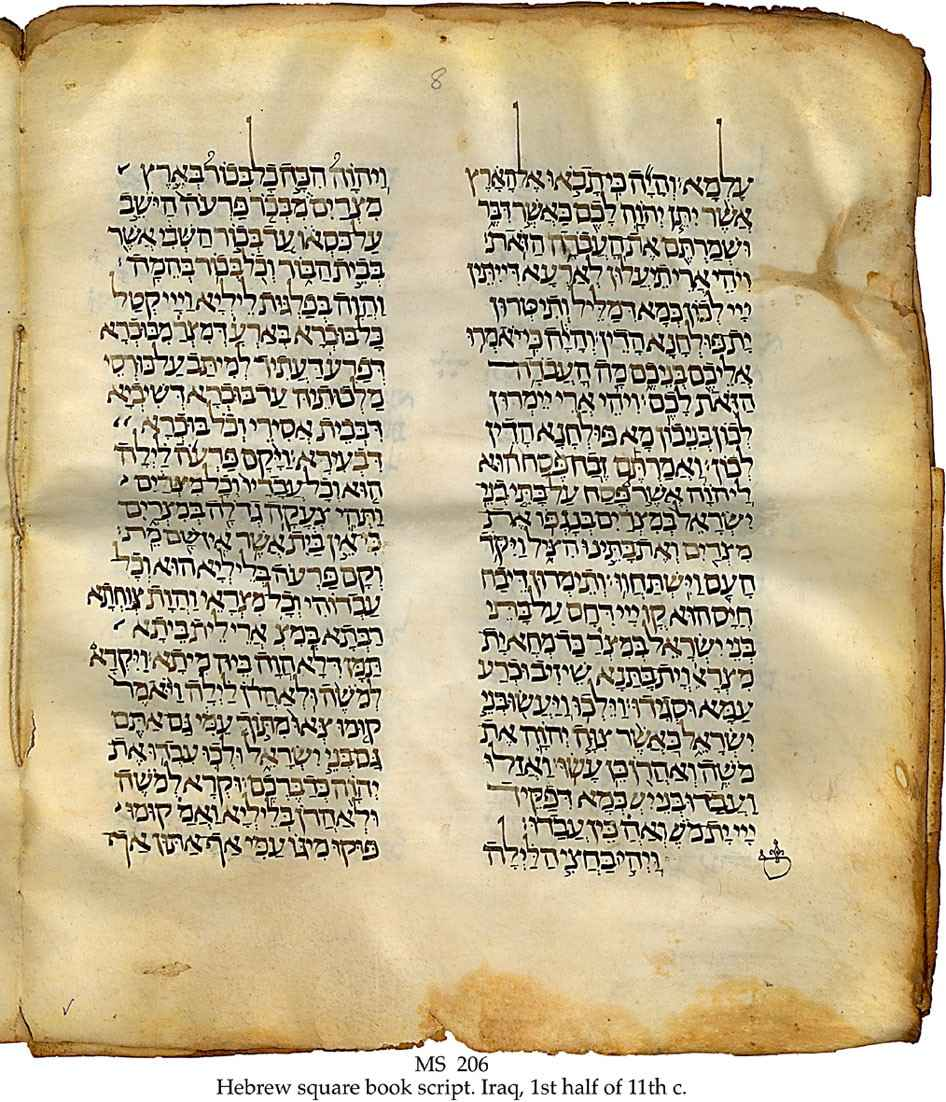
Manuscrit du XIe siècle de la Bible hébraïque avec Targum, Exode 12:25–31

Les esclaves exécutaient une variété de tâches. Pour déterminer la nature des missions attribuées aux esclaves, de nombreux chercheurs se réfèrent à des descriptions répétitives présentes dans des textes rédigés à la même époque. Ils examinent également des rapports bien documentés sur d'autres cultures, rédigés par des auteurs élevés dans la culture gréco-romaine. L'une des principales fonctions des esclaves était de symboliser le statut des membres supérieurs de la société, en particulier en ce qui concerne la dot de leurs filles. Ces esclaves pouvaient être vendus ou donnés selon les besoins, mais montraient également que la famille était capable de fournir des sommes généreuses pour que leurs filles soient mariées. Ils répondaient également aux besoins du temple et avaient plus de capacités domestiques telles que l'entretien du ménage et l'élevage d'animaux de ferme et de petites quantités de récoltes. Les maîtres exploitaient fréquemment leurs esclaves, toujours à leur disposition, en les obligeant à accomplir des tâches publiques que le maître aurait pu réaliser lui-même. Cela reflétait un niveau de luxe s'étendant du domaine privé au domaine public.
Outre l'aspect luxueux, la possession d'esclaves était considérée comme nécessaire pour un bon arrière-plan familial, et de nombreux hommes fortunés considéraient leurs pairs n'ayant que quelques esclaves comme le type d'individu à plaindre.

## L'Ancien Testament

### Captifs de guerre

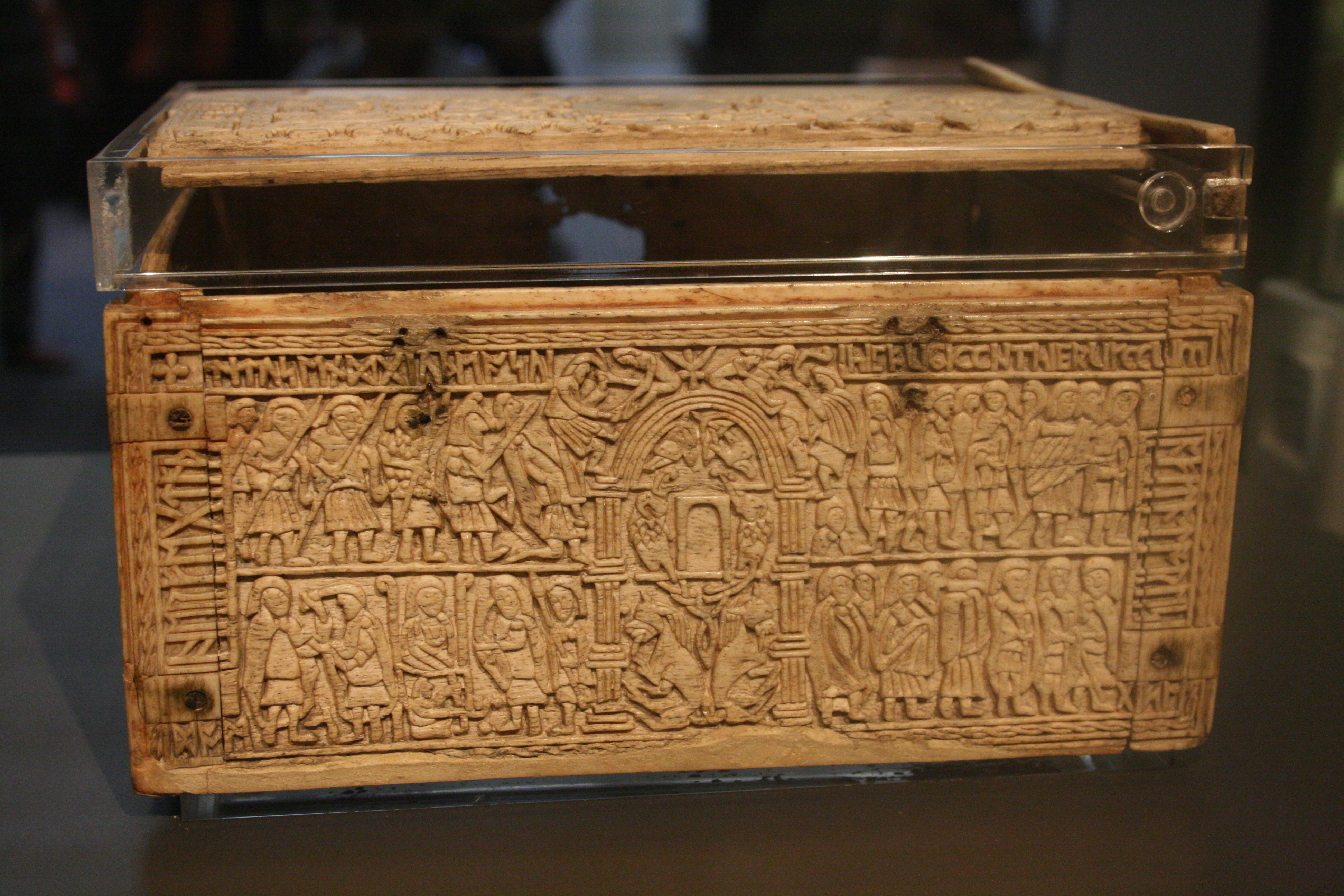
Le Franks Casket est un coffret anglo-saxon en os de baleine datant du VIIIe siècle, dont l'arrière représente l'esclavage du peuple juif en bas à droite.

Les Israélites ne s'impliquaient généralement pas dans des guerres lointaines ou à grande échelle, et apparemment, la capture n'était pas une source significative d'esclaves.
La prise de captives féminines est encouragée par Moïse dans le livre des Nombres 31. Après avoir reçu l'instruction de Yahweh de se venger des Madianites, Moïse ordonne aux Israélites de tuer les enfants mâles et les femmes non vierges, mais de prendre les jeunes vierges pour eux-mêmes. Ken Brown de l'Université de Whitworth affirme que, étant donné que l'armée n'a pas reçu une instruction directe de Yahweh pour capturer les jeunes filles vierges, cela ne peut pas être justifié comme l'obéissance à un ordre divin ; plutôt, les Israélites ont asservi les femmes vierges de leur propre initiative.
Dans le Code deutéronomique, les nations ennemies qui se rendaient aux Israélites devaient servir en tant que tributaires. Cependant, si elles choisissaient de faire la guerre contre Israël, tous les hommes devaient être tués et toutes les femmes et les enfants étaient considérés comme des butins de guerre. Si le soldat souhaitait épouser une étrangère capturée, il devait l'emmener chez lui, lui raser la tête, lui couper les ongles et la débarrasser de ses vêtements de captive. Elle resterait dans sa maison pendant un mois complet, pleurant son père et sa mère. Après cela, il pouvait entrer vers elle et devenir son mari, tandis qu'elle devenait sa femme. S'il souhaitait plus tard mettre fin à la relation, il ne pouvait pas la vendre comme esclave.
Harold C. Washington de la Saint Paul School of Theology cite Deutéronome 21:10–14 comme un exemple de la manière dont la Bible tolère la violence sexuelle perpétrée par les Israélites ; ils profitaient des femmes qui, en tant que captives de guerre, n'avaient aucun recours ni moyen de se défendre. M. I. Rey, du Graduate Institute of Religious Studies de l'Université de Boston, avance que le passage est une approbation non seulement de l'esclavage sexuel, mais aussi d'un viol génocidaire, justifié par le fait que la capture de ces femmes repose sur leur non-appartenance au peuple hébreu. Rey soutient en outre que ces femmes n'étaient pas considérées comme égales aux femmes hébraïques, mais plutôt comme des trophées de guerre, et que, par conséquent, leurs ravisseurs n'avaient aucune hésitation à recourir à la violence sexuelle.
Cependant, le commandement biblique ne précise jamais que la guerre en question concerne des non-Hébreux, mais plutôt des "ennemis" génériques, terme utilisé en référence aux Israélites ainsi qu'aux étrangers, et plusieurs guerres entre les armées israélites sont enregistrées dans la Bible. Selon de nombreux commentateurs juifs, les lois concernant la femme captive ne visent pas à encourager la capture et le mariage forcé des femmes, mais plutôt à le considérer comme inévitable en temps de guerre et à chercher à en minimiser la fréquence et la brutalité,. Selon cette interprétation, les lois de Deutéronome 21:12–13 (exigeant que la femme captive se rase la tête, passe un mois en deuil, etc., avant le mariage) visent "à éloigner [le ravisseur] de son désir pour elle, afin qu'il ne la prenne pas pour femme".

### Esclaves fugitifs
Le Code deutéronomique interdit aux Israélites de livrer des esclaves fugitifs à leurs maîtres ou de les opprimer, et stipule que ces fugitifs devraient être autorisés à résider où ils le souhaitent. Bien qu'une lecture littérale indiquerait que cela s'applique à des esclaves de toutes nationalités et de tous lieux, la Mishna et de nombreux commentateurs considèrent que cette règle a une application beaucoup plus restreinte, s'appliquant uniquement aux esclaves qui fuient d'un territoire extérieur à celui des Israélites vers l'intérieur,.

### L'esclavage du sang
Il était également possible de naître esclave. Si un esclave israélite de sexe masculin avait reçu une épouse de la part de son propriétaire, alors l'épouse et tout enfant issu de cette union resteraient la propriété de son propriétaire, selon le Code de l'Alliance. Bien qu'aucune nationalité ne soit spécifiée, les théologiens du XVIIIe siècle, John Gill et Adam Clarke, ont suggéré que cela ne concernait que les concubines cananéennes,.

### Esclavage pour dettes
Les esclaves par dette constituaient l'une des deux catégories d'esclaves dans la société juive antique. Comme l'indique leur nom, ces individus se vendaient eux-mêmes en esclavage afin de rembourser des dettes qu'ils avaient pu accumuler. Ces personnes n'étaient pas destinées à rester dans cette situation de manière permanente et étaient généralement libérées au bout de six à sept ans. En revanche, les esclaves de droit de propriété étaient moins courants et étaient généralement des prisonniers de guerre qui ne bénéficiaient d'aucun droit individuel de rachat. Ces esclaves de droit de propriété étaient employés à temps plein dans des travaux subalternes, souvent à des fins domestiques.
Comme dans le reste du Proche-Orient ancien, les systèmes juridiques des Israélites divisaient les esclaves en différentes catégories : "Pour déterminer qui devrait bénéficier de leur intervention, les systèmes juridiques opéraient deux distinctions importantes : entre les esclaves par dette et les esclaves de droit de propriété, et entre les esclaves autochtones et étrangers. Les autorités intervenaient avant tout pour protéger la première catégorie, à savoir les citoyens qui avaient connu des difficultés et avaient été contraints à l'esclavage en raison de dettes ou de famine.".
La pauvreté, et plus généralement le manque de sécurité économique, contraignait certaines personnes à entrer en servitude pour dette. Dans le Proche-Orient ancien, les épouses et les enfants (non adultes) étaient dépendants du chef de famille et étaient parfois vendus en esclavage par le mari ou le père pour des raisons financières. Une preuve de cette perspective se trouve dans le Code de Hammurabi, qui autorise les débiteurs à vendre temporairement leurs épouses et leurs enfants en esclavage, pour une durée maximale de trois ans. Le livre du Lévitique présente également cette pratique, autorisant les résidents étrangers à vendre leurs propres enfants et familles aux Israélites, bien qu'aucune limitation ne soit imposée à la durée de cette servitude. Les auteurs bibliques critiquent à plusieurs reprises la servitude pour dette, attribuable à une taxation élevée, à la monopolisation des ressources, à des prêts à taux élevé et à l'effondrement des groupes de parenté plus élevés.
Le Code de l'Alliance plus ancien,,, prescrit que si un voleur est attrapé après le lever du soleil et qu'il est incapable de restituer le vol, le voleur doit être réduit en esclavage.

### Esclavage sexuel et conjugal

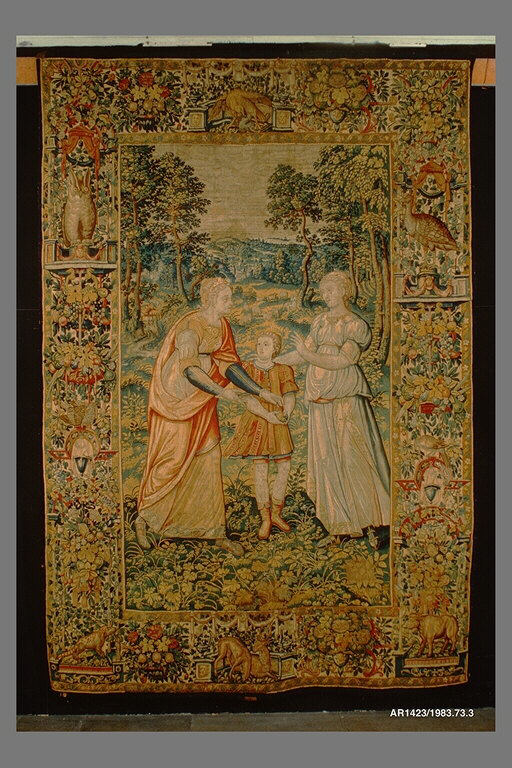
Tapisserie représentant Rachel, Dan et Bilhah. Jacob était le mari de Rachel, et Bilhah était la servante de Rachel ; Rachel "offre" Bilhah à son mari et il a deux fils avec Bilhah : Dan et Nephthali.

Il y avait deux termes utilisés pour désigner les esclaves féminines, à savoir amah (אָמָה) et shifhah (שִׁפְחָה). En se basant sur leur utilisation dans différents textes, ces termes semblent avoir les mêmes connotations et être utilisés de manière synonyme, principalement celle d'être un objet sexuel, bien que les termes eux-mêmes semblent provenir d'origines ethniques différentes. Les hommes attribuaient à leurs esclaves féminines le même niveau de dépendance qu'à une épouse. Des relations étroites pouvaient se développer compte tenu du degré de dépendance placé sur ces femmes. Ces esclaves avaient deux rôles spécifiques : une utilisation sexuelle et une compagnie. Leurs capacités reproductives étaient valorisées dans leurs fonctions au sein de la famille. Le mariage avec ces esclaves n'était pas inconnu ni interdit. En fait, c'était la concubine d'un homme qui était considérée comme "l'autre" et exclue de la structure familiale. Ces esclaves féminines étaient traitées davantage comme des femmes que comme des esclaves, ce qui, selon certains chercheurs, pouvait être attribué à leur rôle sexuel, en particulier à celui de "procréer" davantage d'esclaves.
L'esclavage sexuel, ou la vente en tant qu'épouse, était courant dans le monde antique. Tout au long de l'Ancien Testament, la pratique de prendre plusieurs épouses est enregistrée à de nombreuses reprises. Sans pour autant approuver l’acte de vente en lui-même, Exode 21:7–11 explique les règles dans le cas d’une vente d’une fille par son père. Les commentateurs juifs et chrétiens comprennent généralement que cela se référait à la vente d'une fille qui "n'est pas parvenue à l'âge de douze ans et un jour, et cela en raison de la pauvreté".

« Et si un homme vend sa fille pour être esclave, elle ne sortira pas comme les esclaves masculins. Si elle ne plaît pas à son maître, qui l'a fiancée pour lui-même, alors il la laissera être rachetée. Il n'aura pas le droit de la vendre à un peuple étranger, puisqu'il a agi de manière trompeuse envers elle. Et s'il l'a fiancée à son fils, il agira envers elle conformément à la coutume des filles. S'il prend une autre femme, il ne diminuera pas sa nourriture, ses vêtements et ses droits conjugaux. Et s'il ne fait pas ces trois choses pour elle, alors elle sortira libre, sans payer d'argent. »

Le code prescrit également que la femme devait être autorisée à être rachetée si elle déplaisait au maître, mais sans qu’elle soit vendue à une nation étrangère, car ce serait la trahir. Si une esclave était fiancée au fils du maître, elle devait alors être traitée comme une fille normale. S'il prenait une autre femme, il devait continuer à fournir les mêmes quantités de nourriture, de vêtements et de droits conjugaux à cette femme. Le code précise que le non-respect de ces réglementations accorderait automatiquement la manumission libre à la femme asservie, tandis que tous les esclaves israélites devaient être traités comme des serviteurs engagés.
La clause des fiançailles semble avoir introduit une exception à la loi de libération en Deutéronome 15:12 (cf. Jérémie 34:14), où les serviteurs israélites, hommes et femmes, devaient être libérés la septième année.
La peine en cas d'activité sexuelle entre un Israélite et une esclave féminine fiancée non rachetée était celle du fouet, la tradition juive considérant que cela ne s'appliquait qu'à l'esclave,, (contrairement à Deutéronome 22:22, où les deux parties étaient lapidées, en tant que personnes libres), ainsi que la confession de la faute par l'homme et l'expiation de son péché par le prêtre.

### L'esclavage permanent
En ce qui concerne les esclaves israélites, le Code de l'Alliance leur permet de renoncer volontairement à leur affranchissement lors de la septième année et de devenir des esclaves permanents. La loi exige que les esclaves confirment ce désir "devant Dieu", une expression qui a été interprétée comme se déroulant soit dans un sanctuaire religieux,, devant des juges, ou en présence de divinités familiales. Une fois cela fait, les esclaves devaient ensuite se faire transpercer l'oreille avec une alène, fixée sur le montant d'une porte par leur maître. Ce rituel était courant dans tout le Proche-Orient ancien, pratiqué par les Mésopotamiens, les Lydiens et les Arabes; dans le monde sémitique, l'oreille symbolisait l'obéissance, et un lobe d'oreille percé signifiait la servitude.

### Traite des esclaves
Le code de sainteté du Lévitique autorise explicitement la participation au commerce des esclaves, considérant les résidents non-israélites vendus en esclavage comme une forme de propriété transmissible par héritage.